# Egitto preistorico
Con la denominazione di Egitto preistorico si intende un'epoca che si estende dal più antico insediamento umano rinvenuto in Egitto sino a giungere al periodo predinastico dell'Egitto.
La preistoria dell'Egitto è scandita dai cambiamenti climatici che portarono alla situazione simile a quella attuale.
Il popolamento dell'Egitto dovrebbe essere avvenuto al termine del periodo pluviale abbasiano, nel corso del Paleolitico Medio, e quindi tra i 120.000 ed i 90.000 anni fa
In questa fase si rileva lo sviluppo di una cultura di tipo acheuleano sulle rive del Nilo.

## Tardo Paleolitico
Il tardo Paleolitico in Egitto è iniziato all'incirca nel 40 000 a.C.. I resti scheletrici di un individuo a Nazlet Khater sono stati trovati nel 1980 e nel 1982 datati ad un periodo compreso tra 35 000 e 30 000 anni fa; questo esemplare è l'unico scheletro umano completo moderno a partire dalla prima tarda età della pietra in Africa.
Lo scavo del Nilo ha permesso inoltre il rinvenimento di utensili in pietra appartenenti alla cultura abbevilliana, della primitiva cultura acheuleana e ad una forma egizia del Clactoniano, della cultura ateriana e Sebilliana ed infine una versione più sviluppata della tecnica Levallois.

### Wadi Haifa
Alcuni dei più antichi edifici noti sono stati scoperti in Egitto dall'archeologo Waldemar Chmielewski lungo il confine meridionale nei pressi di Wadi Halfa, ritenendo che fossero strutture mobili facilmente smontabili per essere spostate e riassemblate in altri luoghi dai cacciatori-raccoglitori con abitazione semi-permanente.

### Cultura Ateriana
La fabbricazione di utensili della cultura ateriana ha raggiunto la terra d'Egitto nel 40 000 a.C., circa.

### Cultura Khormusan
La cultura Khormusan in Egitto ha iniziato a svilupparsi tra il 40 e il 30 000 a.C.; questa ha sviluppato strumenti avanzati non solo di pietra, ma anche tratti da ossa animali e dall'ematite. Essi hanno inoltre sviluppato piccole punte di freccia simili a quelli dei nativi americani, 
ma non sono stati trovati gli archi. La fine del periodo Khormusan è avvenuta intorno al 16.000 a.C. con la comparsa di altre culture nella regione, tra cui il Gemaiano.

## Mesolitico

### Cultura Halfan
La cultura Halfan fiorì lungo la valle del Nilo dell'Egitto e della Nubia tra il 18 e il 15 000 a.C., anche se un sito Halfan risale a prima del 20 000 a.C.; i suoi estensori seguivano una dieta composta da grandi animali da gregge associata alla tradizione della pesca della cultura Khormusan.
Maggiori concentrazioni di reperti indicano che non erano tenuti a vagare di stagione in stagione, ma si stabilirono in loco per periodi più lunghi. Essi sono considerati come la cultura madre della successiva cultura iberomaurusiana, che si diffuse attraverso il deserto del Sahara e in Spagna. La cultura Halfan è stata derivata a sua volta da quella Khormusan, che dipendeva dalla caccia specializzata, dalla pesca e dalle tecniche di raccolta per la sopravvivenza. I resti dei materiali di base di questa cultura sono strumenti di pietra, lamine e una moltitudine di pitture rupestri.

### Culture Qadan e Sebiliana
Queste due culture diedero origine a vari popoli ma con una cosa in comune: erano tutti popoli seminomadi che vivevano ancora in modo semi-mesolitico.
La cultura Qadan, ramo della cultura Halsan in Spagna, si diffuse in Europa e nelle steppe degli attuali Kazakistan e Russia meridionali.
La cultura Sebilina, fu un ramo della Qadan che si differenziò per riti propiziatori in onore dei Penati, gli spiriti della dispensa (stanza a quel tempo ritenuta sacra).
Sono considerate le antenate delle culture protovillanoviana ed unno-mongolica.

## Neolitico
Il periodo predinastico è tradizionalmente equivalente al periodo neolitico, iniziando nel 6000 a.C., per terminare con l'epoca protodinastica di Naqada III. Le date del periodo predinastico sono state definite a seguito della prima diffusa campagna di scavi archeologici svoltasi in terra egizia e recenti scoperte indicano un passaggio molto graduale d'esso, tanto da aver portato a controversie su quando esattamente possa essersi concluso. Così anche il termine di "periodo protodinastico", a volte chiamato Dinastia Zero è stato utilizzato dagli studiosi per determinare la parte del periodo che potrebbe essere caratterizzato da alcuni come predinastico e da altri come dinastico.
Il periodo predinastico è suddiviso generalmente in periodi culturali, ognuna di queste culture prendendo il nome dal luogo in cui è stato scoperto una certa tipologia di insediamento. Tuttavia, lo stesso sviluppo graduale che caratterizza il periodo protodinastico è presente anche per tutto il periodo predinastico e culture singole non debbono esser interpretate come entità separate, bensì le suddivisioni svolte sono da intendersi come in gran parte soggettive ed utilizzate per facilitare lo studio di tutto il periodo.
La stragrande maggioranza dei reperti archeologici predinastici sono stati rinvenuti sotto l'ampio strato di limo depositato presso la regione del delta del Nilo, seppellendo completamente la maggior parte dei siti molto prima dei tempi moderni.